# Robert Henri

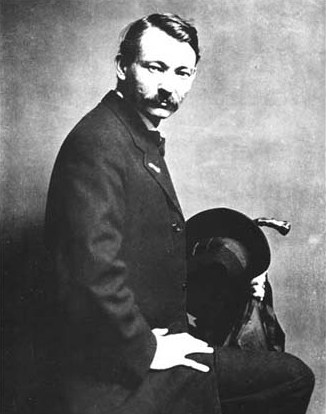
Robert Henri,
Fotografie von Gertrude Käsebier, 1900

Snow in New York, 1902

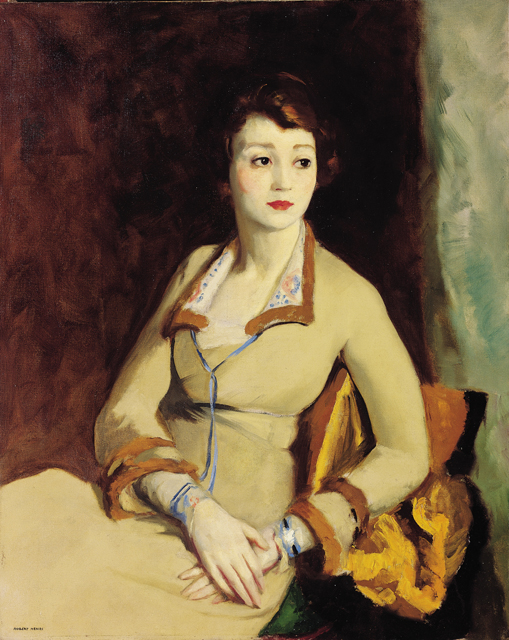
Portrait of Fay Bainter, 1918

Robert Henri (* 24. Juni 1865 in Cincinnati, Ohio als Robert Henri Cozad; † 12. August 1929) war ein US-amerikanischer Maler.

## Leben und Werk
Henri wurde als Sohn von Theresa Gatewood Cozad und John Jackson Cozad, der im Immobiliengeschäft tätig war, geboren. Der Vater gründete 1871 die Stadt Cozzadale in Ohio. 1873 zog John Jackson Gozad mit Familie nach Nebraska, gründete die Stadt Cozad und zog 1883 weiter nach New York, dann nach Atlantic City. 1886 studierte Henri an der Pennsylvania Academy of the Fine Arts. 1888 ging er nach Paris, um von 1889 bis 1891 an der Académie Julian sowie an der Académie des Beaux-Arts zu studieren.
1891 kehrte Henri nach Philadelphia zurück. Als Mitglied einer Gruppe von Künstlern, bekannt als The Eight – dies waren John French Sloan, William Glackens, George Benjamin Luks, Everett Shinn, Ernest Lawson, Arthur B. Davies und Maurice Prendergast –, rebellierte er gegen die akademische Kunst. Gemeinsam gründeten sie 1908 in New York eine eigene Kunstschule, die Ashcan School, aus der Künstler wie Stuart Davis, Arthur Garfield Dove und Joseph Stella hervorgingen.
1906 wurde Robert Henri zum Mitglied (NA) der National Academy of Design und 1908 der American Academy of Arts and Letters gewählt. 1909 unterrichtete Henri an der New York School of Art, etablierte jedoch seine eigene Schule, an der er bis 1912 lehrte. Seine Schule zog viele Studenten an, so unter anderem George Bellows, Rockwell Kent sowie Edward Hopper, auf den er großen Einfluss ausübte, ferner Norman Raeben.
Zusammen mit The Eight stellte Henri 1913 in der Armory Show in New York aus. Von 1915 bis 1928 lehrte er an der Art Students League of New York.

## Werke (Auswahl)
- 1902: Snow in New York, 81,2 × 65,3 cm; National Gallery of Art, Washington D.C.
- 1918: Portrait of Fay Bainter, Brigham Young University Museum of Art, Provo, Utah

Veröffentlichung
- Robert Henri: The Art Spirit. Der Weg zur Kunst, dt. von Antje Korsmeier. Piet Meyer Verlag, Bern 2015, ISBN 978-3-905799-33-0 (Erstveröffentlichung 1923)